# Ancistrus spinosus
Ancistrus spinosus è un pesce appartenente alla famiglia Loricariidae.

Vive sui 10 anni e arriva massimo a 17.6 cm.

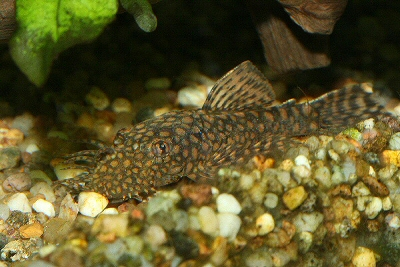
Un Ancistrus spinosus maschio

## Distribuzione e habitat
Questo Ancistrus (pesce gatto spinoso) vive nei fondali fangosi dell'america centrale. Qualche individuo e stato trovato pure in Sudamerica.

## Descrizione
L'Ancistrus spinosus ha un corpo sul colore marroncino ma ha anche altre colorazioni: nero con pallini marroni o marrone scuro con pallini argentei. È un parente stretto di Ancistrus dolichopterus. Ha una forma allungata e appiattita del corpo.
Solo il maschio ha i baffi. Per difendersi utilizza le spine che ha nelle guance.
Se è albino, ha la colorazione della pelle oro.

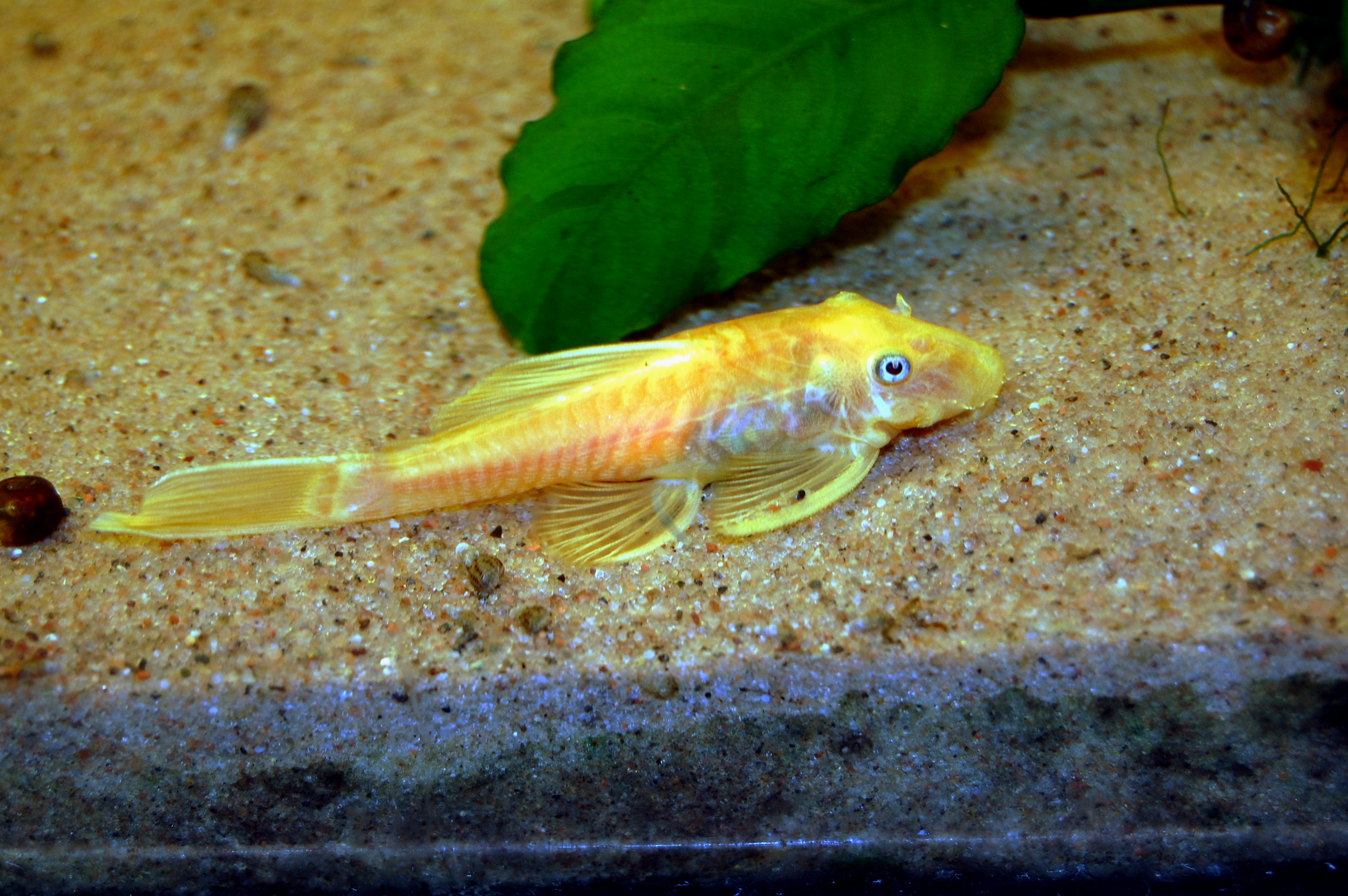
Ancistrus spinosus albino.

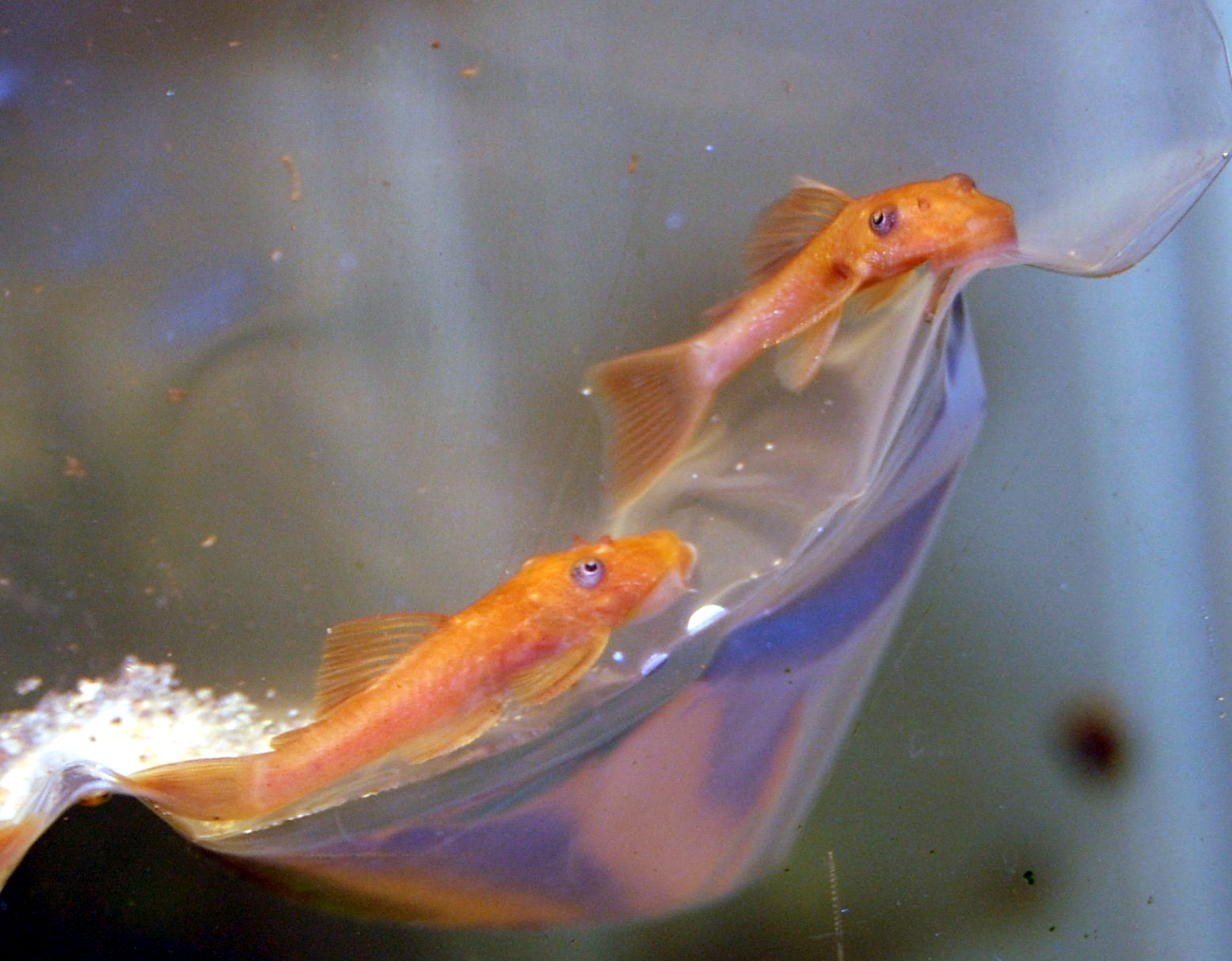
Ancistrus spinosus rosso.

Esiste una colorazione sul rosso, ma è molto rara.

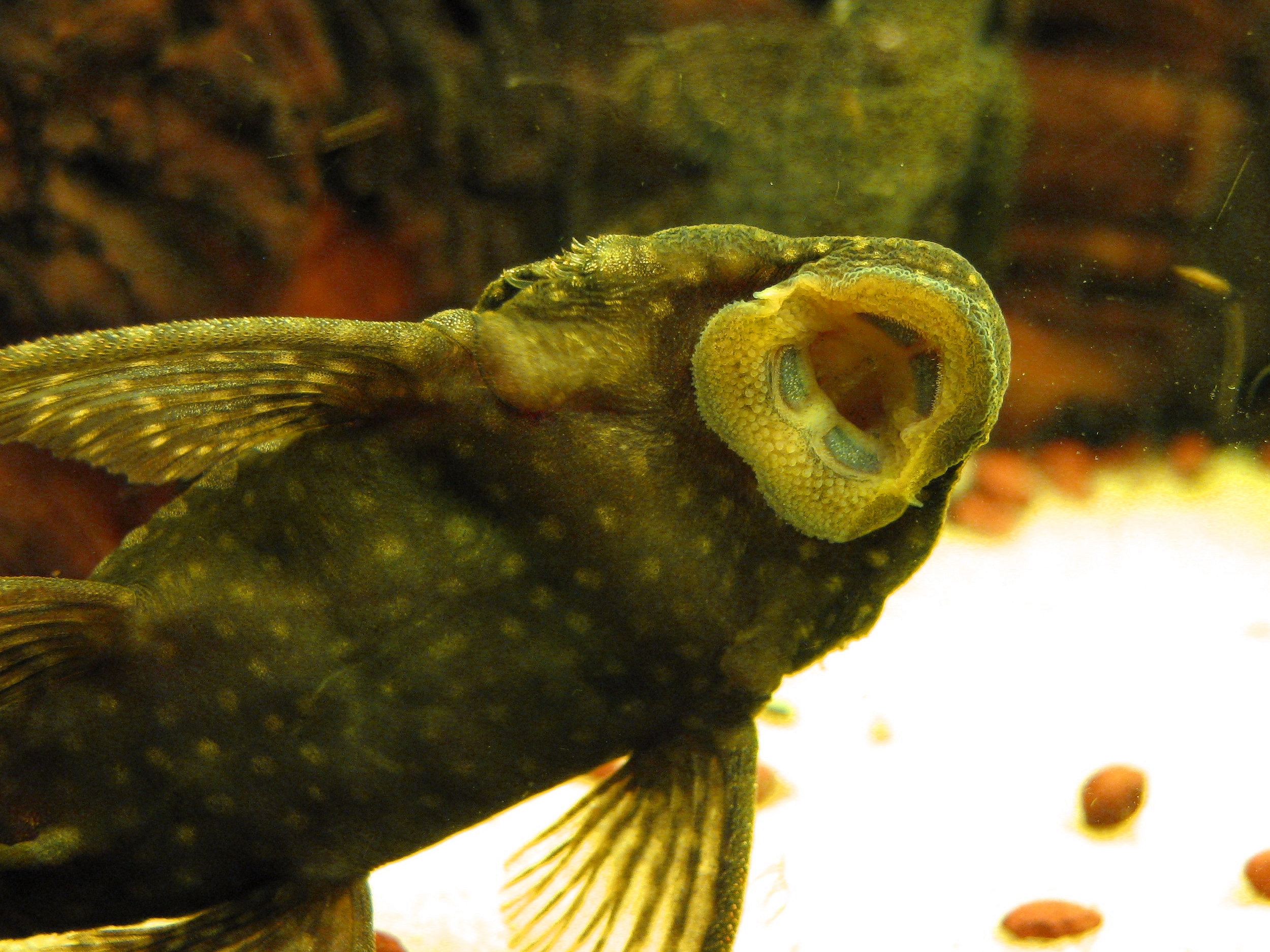
Bocca di un Ancistrus spinosus.

Come si vede tutti gli Ancistrus hanno la bocca a ventosa.

## Biologia

### Alimentazione
Gli Ancistrus spinosus sono soprattutto vegetariani che spazzini.

### Riproduzione

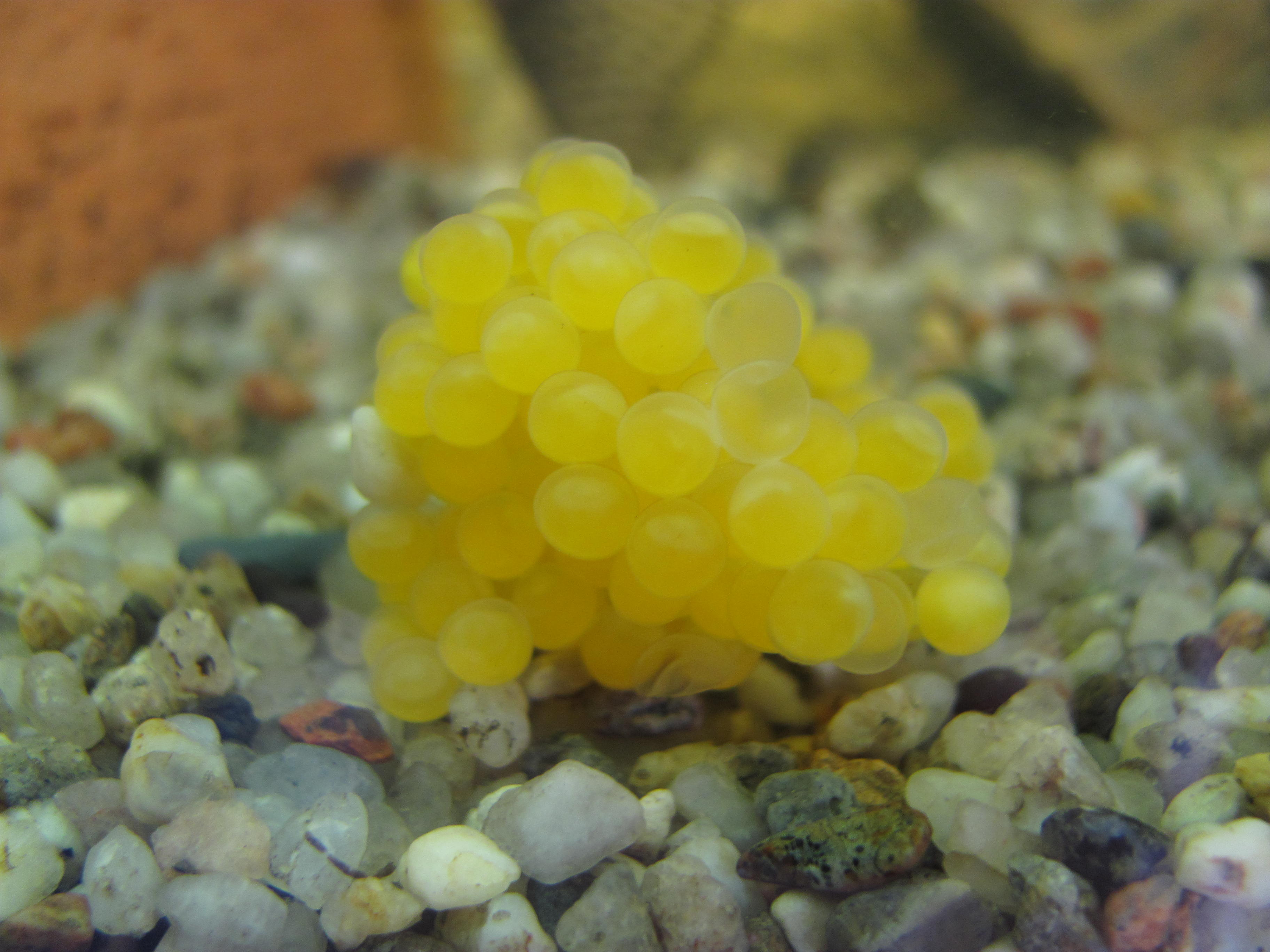
Uova di un Ancistrus spinosus

Le femmine fanno circa un centinaio di uova.

## Acquariofilia
A. spinosus è molto ricercato come ripulitore dell'acquario. Arriva a un prezzo di 30€, il prezzo cambia a seconda dei negozi.